# Strandviks kommun
Strandviks kommun (norska: Strandvik kommune) var en kommun i dåvarande Hordalands fylke i västra Norge. Den bildades 1903 genom en delning av Fusa kommun. 1 januari 1964 slogs Strandvik, Hålandsdal och det mesta av Fusa samman till Fusa kommun. Strandvik hade vid sammanslagningen 2 053 invånare.
Området utgör sedan den 1 januari 2020 en del av Bjørnafjordens kommun.